# Caecidotea intermedia
Caecidotea intermedia is een pissebed uit de familie Asellidae. De wetenschappelijke naam van de soort is voor het eerst geldig gepubliceerd in 1876 door Forbes.